# Abade de Saint-Romain
Abade de Saint-Romain foi um diplomata francês encarregado por Luís XIV de visitar Portugal em 1666 com a missão de atrair este para a esfera da França, impedindo que se estabelecesse o entendimento entre Portugal e a Espanha, o qual era desejado pela Inglaterra. Efectivamente, conseguiu que se assinasse um tratado entre Portugal e França em 1667, com o valor de uma aliança defensiva e ofensiva contra Castela e os seus aliados.